# Tetőbox
A tetőbox, a gépjármű tetőcsomagtartó rúdjaira szerelhető doboz.
Csomagok, sílécek (síbox) szállítására használatos.
Űrtartalma általában 300–700 liter.
Hossza 140–230 cm lehet.
Ezek a boxok általában különösen erős, ám ultrakönnyű, UV-rezisztens műanyagból készültek. Patentos rögzítőszerkezetük segítségével, szerszámok nélkül, másodpercek alatt fel- illetve leszerelhetőek.
Hagyományos tetőboxok:
A gépkocsit védett, biztonságos poggyásztérrel bővíti ki. Előnyei: Biztonságos, hosszú távú szállítási megoldás és egyszerű napi használat. A tökéletes aerodinamika csökkenti a légellenállást, a zajt és a vibrációt. A modern gépkocsik formavilágával harmonizáló tervezési nyelven készült tetőboxok.
Összehajtható tetőboxok:
Rugalmas kiegészítő poggyászteret biztosít – tökéletes megoldás a városi felhasználók számára, akik kevés tárolási lehetőséggel rendelkeznek. Előnyei: Kibővíti a rakteret, de használaton kívül kisebb helyen elfér. Egyszerűen felcsavarható és eltehető.

## Gyártók oldalai
- CAM
- Thule
- Karrite US Archiválva 2009. március 30-i dátummal a Wayback Machine-ben
- Karrite UK
- Hapro Archiválva 2008. február 14-i dátummal a Wayback Machine-ben
- Mont Blanc
- Neumann